# Les Fontenelles
Les Fontenelles ist eine französische Gemeinde mit 538 Einwohnern (Stand: 1. Januar 2022) im Département Doubs in der Region Bourgogne-Franche-Comté.

## Geographie
Les Fontenelles liegt auf einer Höhe von 895 m, acht Kilometer südwestlich der Ortschaft Maîche und etwa zwölf Kilometer nordnordwestlich der Stadt La Chaux-de-Fonds (Luftlinie). Das Dorf erstreckt sich im Jura, an einem sanft nach Süden geneigten Hang am Rand des Hochplateaus von Maîche zwischen den tief eingeschnittenen Tälern von Doubs und Dessoubre. Das Gemeindegebiet gehört zum Regionalen Naturpark Doubs-Horloger, hier befindet sich auch die Parkverwaltung.
Die Fläche des 8,38 km² großen Gemeindegebiets umfasst einen Abschnitt des französischen Juras. Der Hauptteil des Gebietes wird vom schwach reliefierten Hochplateau von Maîche eingenommen, das durchschnittlich auf 880 m liegt. Es ist vorwiegend von Wies- und Weideland bestanden, zeigt aber auch einige größere Waldflächen, insbesondere der Grand Bois (der „Große Wald“). Das Plateau besitzt keine oberirdischen Fließgewässer, weil das Niederschlagswasser im verkarsteten Untergrund versickert. Nach Norden erstreckt sich das Gemeindeareal auf die Höhe von Les Fontenelles. Sie bildet eine langgezogene, meist bewaldete Krete, die im Vieux Ban mit 962 m (höchste Erhebung von Les Fontenelles) gipfelt.
Nachbargemeinden von Les Fontenelles sind Saint-Julien-lès-Russey im Norden, Frambouhans im Osten sowie Bonnétage im Süden und Westen.
Mit 1. Januar 2009 erfolgte eine Änderung der Arrondissementszugehörigkeit der Gemeinde. Bislang zum Arrondissement Montbéliard gehörend, kamen alle Gemeinden des Kantons zum Arrondissement Pontarlier.

## Sehenswürdigkeiten

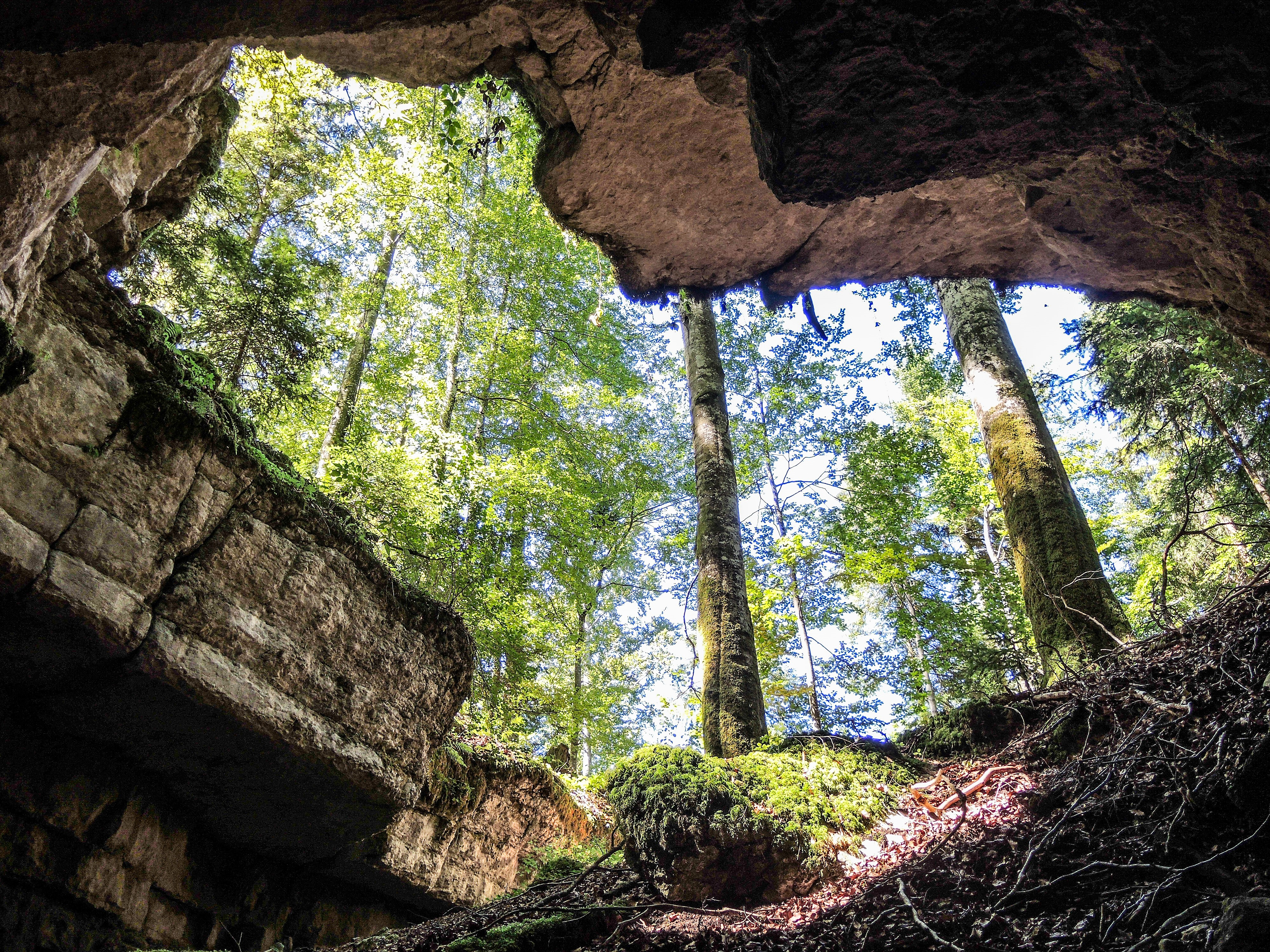
Karsthöhle Puits du Glaçon

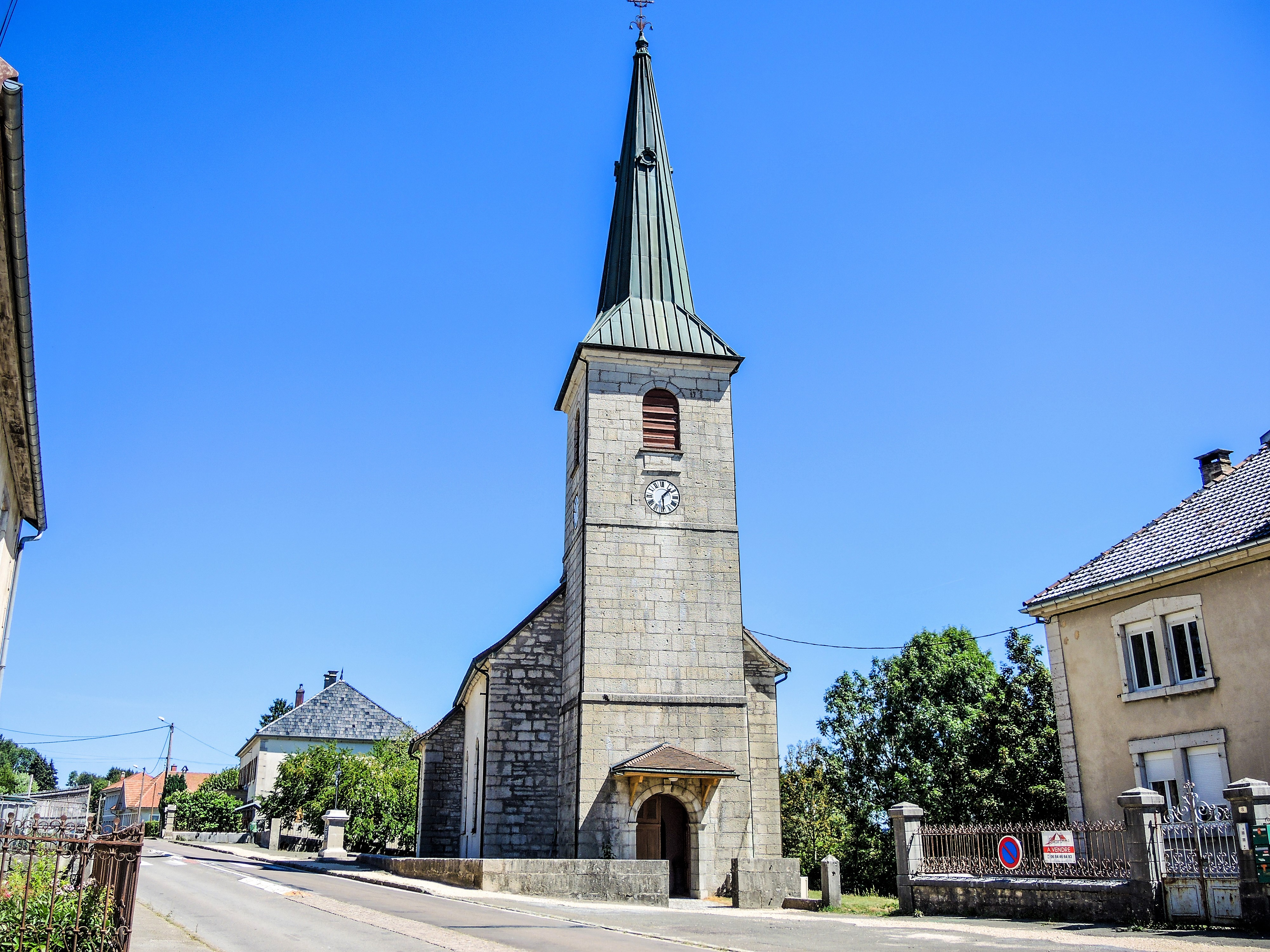
Kirche Sainte-Anne

Die Dorfkirche Sainte-Anne in Les Fontenelles wurde im Jahr 1783 errichtet. Oberhalb des Dorfes steht die Kapelle Sainte-Anne, die 1890 neu erbaut wurde unter Einbezug von Teilen eines spätmittelalterlichen Vorgängerbaus von 1480. Die Lavogne ist eine gepflasterte Viehtränke mit einem Durchmesser von 16 Meter, deren Entstehungszeit nicht genau bekannt ist.

## Bevölkerung
| Jahr                       | 1962 | 1968 | 1975 | 1982 | 1990 | 1999 | 2005 | 2016 |
| Einwohner                  | 426  | 403  | 381  | 383  | 417  | 438  | 502  | 567  |
| Quellen: Cassini und INSEE |      |      |      |      |      |      |      |      |

Mit 538 Einwohnern (Stand 1. Januar 2022) gehört Les Fontenelles zu den kleinen Gemeinden des Départements Doubs. Nachdem die Einwohnerzahl in der ersten Hälfte des 20. Jahrhunderts stets im Bereich zwischen 440 und 500 Personen gelegen hatte, wurde in der anschließenden Periode ein Bevölkerungsrückgang verzeichnet. Seit Beginn der 1980er Jahre gab es jedoch wieder ein kontinuierliches Wachstum der Einwohnerzahl.

## Wirtschaft und Infrastruktur
Les Fontenelles war bis weit ins 20. Jahrhundert hinein ein vorwiegend durch die Landwirtschaft (Viehzucht und Milchwirtschaft) und die Forstwirtschaft geprägtes Dorf. Daneben gibt es heute verschiedene Betriebe des Kleingewerbes, vor allem in den Branchen Uhrenindustrie und Holzverarbeitung. Viele Erwerbstätige sind auch Wegpendler, die in den umliegenden größeren Ortschaften ihrer Arbeit nachgehen. Les Fontenelles ist Standort der Schule und des Internats Saint-Joseph.
Die Ortschaft ist verkehrstechnisch gut erschlossen. Sie liegt an der Hauptstraße D437, die von Montbéliard nach Morteau führt. Weitere Straßenverbindungen bestehen mit Orchamps-Vennes und Saint-Julien-lès-Russey.